# Egbert van Kampen
Egbert van Kampen   (Berchem, 28 de maig de 1908 - Baltimore, 11 de febrer de 1942) va ser un matemàtic belga.
Van Kampen va néixer a la vora d'Anvers (Bèlgica) on el seu pare neerlandès treballava de comptable a la Minerva Motors. La família es va traslladar posteriorment a Amsterdam i La Haia on el jove va ser escolaritzat. El 1924 va ingressar a la universitat de Leiden en la qual es va doctorar el 1929, després d'haver fet una estança a la universitat de Göttingen. El 1931, després de dos anys com assistent de Schouten a la universitat Tècnica de Delft, va marxar als Estats Units per ocupar una plaça de professor que li havia ofert la universitat Johns Hopkins. A finals dels anys 30's va començar a patir forts mals de cap i, després de diverses operacions quirúrgiques, va morir a Baltimore el 1942, amb només trenta-tres anys.
La obra de van Kampen en el camp de la topologia, i especialment en l'àrea dels grups fonamentals, va ser molt important. A ell se li deuen el teorema de Seifert-van Kampen i els diagrames de van Kampen.